# Magento
Magento（マジェント）は、PHPで書かれた電子商取引を構成するためのオープンソースのプラットフォームであり、世界で最も著名な電子商取引システムのうちの一つである。
アドビのExperience Cloudのラインナップに統合されている。
無償のオープンソース版と有償のMagento Commerce、Magento Commerce Cloudがあり、Magento Commerceはオンプレミス型で提供され、Magento Commerce CloudはSaaS型のクラウドコンピューティングシステムとして提供される。
100,000以上の電子商取引サイトで利用されており、ソフトウェアのダウンロード数としては250万回を超え、2019年の中でMagentoを使用して総額115億ドルの取引が行われている。2017年までは世界の電子商取引サイト総数の中で30%のシェアを獲得していた。
2015年11月17日にMagento2.0がリリースされ、テーブルロックの問題の解消、ページキャッシングの向上、エンタープライズ領域のサイトに対するスケーラビリティの強化、構造化データの対応、ファイル構造を整理することによるカスタマイズ性の向上、LESSをプリプロセッサとするCSS、パフォーマンスの向上といった変更が加えられた。
関係データベース管理システム (RDBMS) にはMySQLまたはMariaDBが採用され、プログラミング言語としてはPHP、そして一部Zend frameworkが使用されている。これはオブジェクト指向型プログラミングとMVCが採用されていることが窺える。EAV（Entry Attribute Value）と呼ばれるデータモデルが採用されている。フロントエンドにはJavaScriptライブラリのうちの1つつであるKnockoutJSが採用されている。
Magento 2.3.3のバージョンには、よりモバイル機器での操作性向上を実現するPWA Studio 4.0.0やGraphQLの対応が追加され、ヘッドレスアーキテクチャ（デカップルドアーキテクチャ）実現のための対応が強化されている。
Magento 2.4.3には、有償版として提供されるMagento Commerceのみ搭載されていたPWA StudioがMagento Open Sourceに搭載された。
4月8日にリリースされたMagento 2.4.7バージョンでは、支払いアカウントのローカルストレージをサポートし、FPCでのAPIリクエストの制限を設定し、GraphQLキャッシュ機能を向上させることで読み込み速度を向上させました。

## 特徴
- ウェブサイト、ストア、ストアビューという3層構造の構成が可能であり、1つのMagentoにおいて、複数のウェブサイト・ストア・ストアビューの構成が可能である。
- ストアビューごとに言語指定することで、多言語の切り替え表示が可能である。これが多言語対応と称される。
- ウェブサイト単位で標準の通貨を指定し、決済通貨及び商品価格通貨として利用される。標準通貨から換算した他の通貨を表示する切り替えが可能であり、これが多通貨対応と称される。
- 多くのサードパーティー製の拡張プログラムに当たるエクステンションや、電子商取引向けサービスが提供されている。
- 画面デザインを構成するテーマがThemeforestなどにより多く公開されている。
- 大量の商品データを高速処理するためのデータモデルの採用や、大量のアクセスに対応するためのRedisやVarnish Cacheと言ったミドルウェアに標準対応している。
- PCI DSS認証のレベル1を取得している[3]。

## 歴史
2007年に開発が開始され、7ヶ月後の2007年8月31日にはじめのベータバージョンがリリースされる。当初osCommerceからフォークされたコードで作られていたが、後に全て書き換えられる。
Best of Open Source Software AwardsとSourceForge Community Choice Awardsに表彰される。
2011年2月、eBayが2010年にMagentoの会社のうち49%のシェアを獲得したと発表する。2011年6月にeBayはMagentoの残りのシェアを買収し、X.Commerceイニシアチブに参加すると発表。MagentoのCEOおよび共同設立者であるRoy Rubinは、Magentoのブログで「マジェントは引き続きロサンゼルスから事業を展開し、Yoav Kutnerと私をリーダーとして運営していく。」と書いている。
2012年4月にYoav Kutnerが去る。
2015年11月3日MagentoはPermira private equityの出資を得てeBayから独立し、独立企業となる。
2018年16.8億ドルでアドビに買収され、Experience Cloudに統合されると発表され、2018年11月19日に買収が完了される。